# لم یوندا
در ریاضیات، لم یوندا (به انگلیسی: Yoneda Lemma) را می توان از مهم ترین نتایج نظریه رسته ها به شمار آورد. این لم، نتیجه ای مجرد در ارتباط با تابعگون هایی از نوع  ریخت ها به یک شیء ثابت می باشد. این لم تعمیم وسیعی از قضیه کیلی در نظریه گروه ها می باشد (قضیه کیلی نشان می دهد که می توان یک گروه را به عنوان رسته کوچکی دید که تنها دارای یک شیء و ریختی هایی از آن شیء به خودش است). این لم امکان نشاندن هر رسته موضعاً کوچک را در رسته تابعگون هایی (تابعگون های پادوردایی که خروجیشان مجموعه است) که روی آن رسته تعریف شده اند را به ما می دهد. همچنین این لم نشان می دهد که چگونه رسته نشانده شده از تابعگون های نمایش پذیر و تبدیلات طبیعیشان، به دیگر اشیاء در رسته تابعگون بزرگتر ارتباط پیدا می کند. همچنین این لم ابزار مهمی است که در بسیاری از پیشرفت های هندسه جبری و نظریه نمایش حضور دارد. این لم را به افتخار نوبو یوندا (به انگلیسی: Nobuo Yoneda) نام گذاری شده است.

## کلیات
لم یوندا پیشنهاد می دهد که به جای مطالعه رسته (موضعاً کوچک) {\displaystyle {\mathcal {C}}}، می توان رسته تمام تابعگون های {\displaystyle {\mathcal {C}}} به توی {\displaystyle \mathbf {Set} } (رسته مجموعه ها که ریخت های آن همان توابع اند) را مطالعه کرد. از آنجا که رسته {\displaystyle \mathbf {Set} }، رسته ای است که ما فکر می کنیم شناخت بهتری از آن داریم، لذا تابعگونی از {\displaystyle {\mathcal {C}}} به {\displaystyle \mathbf {Set} } را می توان به صورت "نمایشی" از {\displaystyle {\mathcal {C}}} بر حسب ساختارهای شناخته شده تر دید. رسته اصلی مورد مطالعه {\displaystyle {\mathcal {C}}} مشمول در این رسته تابعگون بوده، اما اشیاء جدیدی نیز در این رسته تابعگون بوجود می آیند که قبلاً در رسته {\displaystyle {\mathcal {C}}} "پنهان" بودند. حال اگر با این اشیاء جدید مثل اشیاء قدیمی رفتار کنیم، اتحاد و یک پارچگی شکل خواهد گرفت که موجب ساده شدن این نظریه خواهد شد. 
این رهیافت شباهت به روش رایج مطالعه حلقه ها با کمک تحقیق بر روی مدول های تعریف شده بر روی آن حلقه ها دارد و این رهیافت را تعمیم می دهد. در این لم، حلقه جای خود را به رسته {\displaystyle {\mathcal {C}}} داده و رسته مدول ها روی حلقه جای خود را به رسته تابعگون های تعریف شده بر روی {\displaystyle {\mathcal {C}}} می دهد.